# Jean Soldini
Jean Soldini (Lugano, 13 marzo 1956) è un filosofo, storico dell'arte e poeta svizzero di lingua italiana.

## Biografia
Si è formato a Milano e a Parigi, dove nel 1995 ha ottenuto l'Habilitation à diriger des recherches (presidente della commissione esaminatrice, il filosofo Jacques Rancière) dopo un dottorato di ricerca in Filosofia e un precedente dottorato di ricerca in ambito storico-artistico (storia dell'architettura).

## Metafisica e ospitalità
I suoi studi sono volti a delineare una metafisica come resistenza alla cancellazione dell'Altro, alimentata da un'estetica dell'ospitalità. Quest'ultima non va confusa con un'estetizzazione dell'ospitalità, ma vuole essere filosofia impegnata a riflettere sul sentire attraverso ciò che nei sensi ha la sua componente imprescindibile: donare e ricevere cibo, acqua, un tetto sotto cui dormire, un abbraccio. 
Soldini è anche autore di diversi saggi su Alberto Giacometti volti a rintracciare i margini filosofici di un percorso creativo che ha messo in primo piano il desiderio vitale di conoscere radicalmente.

## Opere
- Alcune questioni interpretative sull'opera dell'architetto Luigi Canonica (1764-1844), in “Archivio Storico Ticinese”, Bellinzona, 1981, n. 86, pp. 329-364.
- Creazione e ripetizione in un progetto dell'architetto Luigi Canonica alla luce di alcune ipotesi per la storia dell'architettura neoclassica, in Lombardia Elvetica. Studi offerti a Virgilio Gilardoni (con testi di Giovanni Pozzi, Ottavio Besomi, ecc.), Bellinzona, Casagrande, 1987, pp. 339-354 e L'architettura neoclassica: la forma, i nessi e il ritrarsi del visibile, in “Archivio Storico Ticinese”, n. 107-108, 1991, pp. 89-104.
- Monico. L'opera incisa, Bellinzona, Casagrande, 1987.
- La Pinacoteca Züst, Bellinzona, Casagrande, 1988.
- Affreschi tardoromanici nel Battistero di Riva San Vitale, Bellinzona, Casagrande, 1990.
- Alberto Giacometti. Le colossal, la mère, le “sacré”, Losanna, Éditions L'Âge d'Homme, 1993.
- Saggio sulla discesa della bellezza. Linee per un'estetica, Milano, Jaca Book, 1995.
- Alberto Giacometti. La somiglianza introvabile, prefazione di René Schérer, Milano, Jaca Book, 1998.
- Conoscenza, attrazione e temporalità nell'opera di Alberto Giacometti, in Cat. Giacometti. Dialoghi con l'arte, Mendrisio, Museo d'Arte, 2000, pp. 27-48.
- Cose che sporgono, poesie nella collana Quadra delle edizioni “alla chiara fonte”, Lugano, 2004 ("Libro della Fondazione Schiller svizzera 2005"). https://web.archive.org/web/20140817111238/http://www.allachiarafonte.com/index1.php?mp=single_article&id_imm=86&left=1#inizio
- Storia, memoria, arte sacra tra passato e futuro, in AA. VV., Sacre Arti, a cura di Flaminio Gualdoni, con testi di Tristan Tzara, Soetsu Yanagi, Titus Burckhardt, Franco Maria Ricci, Bologna 2008, pp. 166-233.
- Il riposo dell'amato. Una metafisica per l'uomo nell'epoca del mercato come fine unico, Milano, Jaca Book, 2005.
- Bivacchi, poesie, prefazione di Marco Martinelli, Balerna, Edizioni Ulivo, 2009.
- Alberto Giacometti: l'arte di cominciare da capo, Bellinzona, Biblioteca Cantonale di Bellinzona e Messaggi Brevi, 2009.
- Resistenza e ospitalità, Milano, Jaca Book, 2010.
- Adriano Pitschen. "Nel vivo". Dipinti, disegni e incisioni 1995-2010, con Marco Rosci e Simone Soldini, Mendrisio, Museo d'Arte, 2010.
- «Eccomi!». L'agire protagonista in Kandinskij, Scuola universitaria professionale della Svizzera italiana, Lugano 2011 (nell'ambito di Musica dell'occhio. Un progetto cross-media: Der Gelbe Klang, composizione scenica di V. Kandinskij, Palazzo dei Congressi, Lugano 2011, 10 aprile).
- A testa in giù. Per un'ontologia della vita in comune, prefazione di René Schérer, Milano, Edizioni Mimesis, 2012.
- Tenere il passo, poesie, prefazione di Jean-Charles Vegliante, Faloppio (Como), LietoColle, 2014.
- Alberto Giacometti. L'espace et la force, Parigi, Éditions Kimé, 2016.
- Alberto Giacometti. Lo spazio e la forza, Milano, Edizioni Mimesis, 2016.
- Alberto Giacometti. Grafica al confine fra arte e pensiero / Graphics on the Border between Art and Thought, a cura di Jean Soldini e Nicoletta Ossanna Cavadini, Milano, Skira, 2020.
- Schiave e minatori. Versi per una scena, Ligornetto, Museo Vela, 2021.
- Il cuore dell'essere, la grazia delle attrazioni. Tentativi di postantropocentrismo, prefazione di  Roberto Diodato, Milano-Udine, Mimesis, 2022.
- Quaderno a righe. Poesie 2014-2022, prefazione di Angelo Maugeri, Forlimpopoli, L'Arcolaio, 2023.